# Amata cantori
Amata cantori är en fjärilsart som beskrevs av Moore 1859. Amata cantori ingår i släktet Amata och familjen björnspinnare. Inga underarter finns listade i Catalogue of Life.